# Xuezhen (sockenhuvudort i Kina, Shaanxi, lat 34,95, long 109,30)
Xuezhen (kinesiska: 薛镇) är en sockenhuvudort i Kina. Den ligger i provinsen Shaanxi, i den nordvästra delen av landet, omkring 85 kilometer nordost om provinshuvudstaden Xi'an. Antalet invånare är 36 699. Befolkningen består av 17 711 kvinnor och 18 988 män. Barn under 15 år utgör 13,0 %, vuxna 15-64 år 78 %, och äldre över 65 år 8,0 %.
Runt Xuezhen är det tätbefolkat, med 570 invånare per kvadratkilometer. Närmaste större samhälle är Fuping Xian, 6,7 km norr om Xuezhen. Trakten runt Xuezhen består till största delen av jordbruksmark.
Genomsnittlig årsnederbörd är 640 millimeter. Den regnigaste månaden är juli, med i genomsnitt 138 mm nederbörd, och den torraste är december, med 1 mm nederbörd.